# Vigilantefilm
De vigilantefilm is een filmgenre binnen de exploitatiefilms.

## Kenmerken
De plot gaat altijd over een vigilante; iemand die het heft in eigen hand neemt. Wraak is meestal het motief. Om zijn/haar doel te bereiken overtreedt de vigilante de wet of zoekt juist díe situaties op waarin hij/zij zich wel móet verdedigen. Vaak gebeurt dit nadat deze persoon veel onrecht is aangedaan, veel onrecht heeft gezien of zich in het nauw gedreven voelt. Ook wordt benadrukt dat de politie niets kan of wíl doen. De vigilante wordt als held afgeschilderd.

## Oorsprong
Het genre heeft zijn oorsprong in de Verenigde Staten van de jaren zeventig. In deze tijd was er veel onvrede over de toename van de criminaliteit en de, volgens velen, lakse houding van de politie en het rechtssysteem.

## Voorbeelden
Bekende voorbeelden van vigilantefilms zijn de Batmanfilms, de Death Wish-films, de Dirty Harry-serie, The A-Team, Law Abiding Citizen en The Punisher.
Een subgenre dat weer is afgeleid van de vigilantefilm is de zogenoemde "Rape-and-revenge"-film. Exploitatiefilms die gaan over een verkrachting of aanranding van een personage (meestal een vrouw) en waarna het slachtoffer zelf of een familielid/partner/vriend wraak neemt op de betrokken aanranders. Bekende voorbeelden hiervan zijn: The Last House on the Left, I Spit on Your Grave, Thriller - A Cruel Picture, Sudden Impact, Ms .45, The Stendhal Syndrome, Elle en M.F.A..